# Nuncjusze apostolscy na Ukrainie

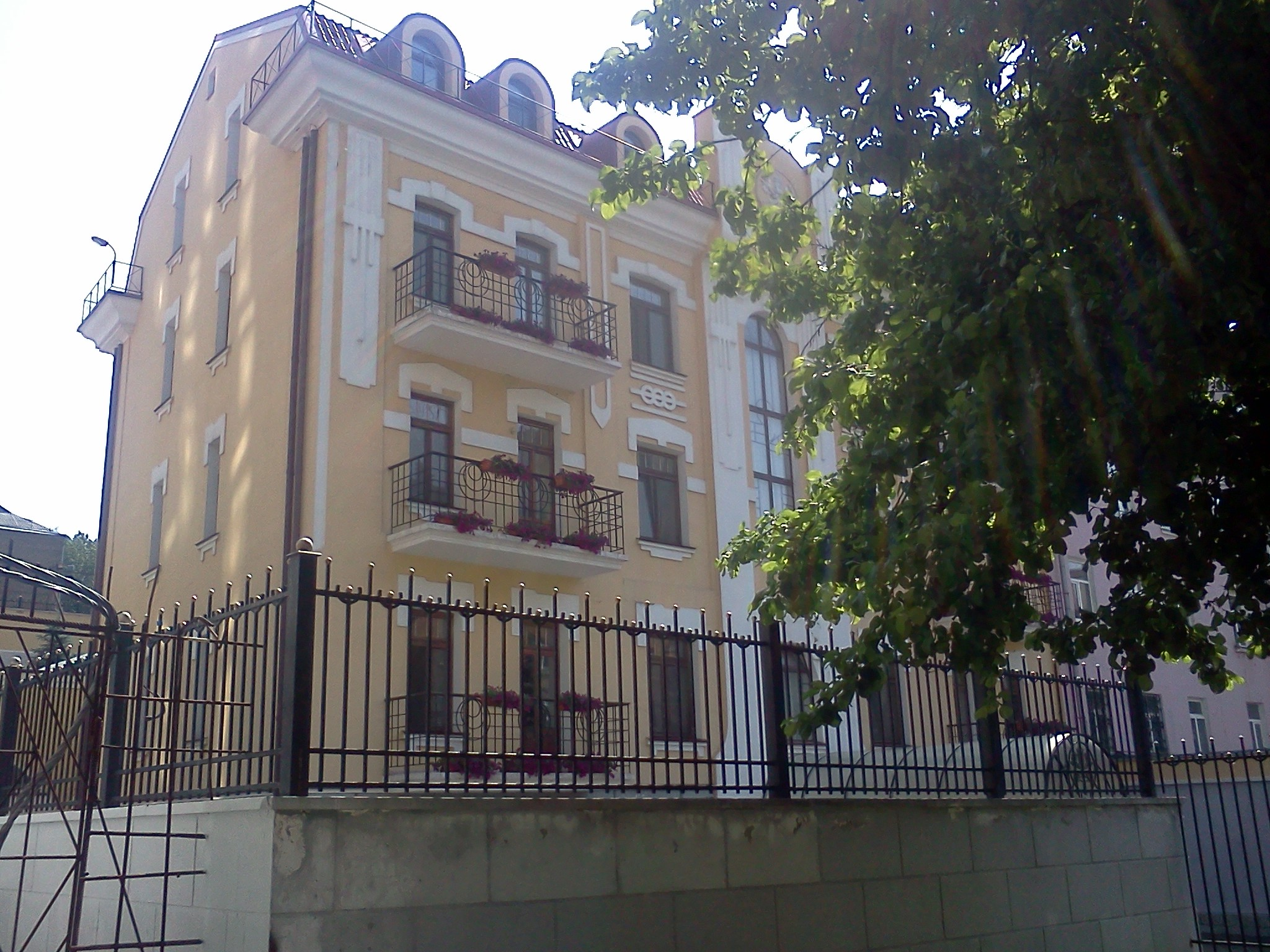
Budynek nuncjatury apostolskiej w Kijowie

Nuncjusz apostolski na Ukrainie jest szefem misji dyplomatycznej Stolicy Apostolskiej na Ukrainie. Nuncjatura została utworzona decyzją papieża Jana Pawła II w 1992 roku i obecnie znajduje się przy ulicy Turhenivskiej 40 w Kijowie. 

## Nuncjusze
| lp. | lata      | nuncjusz           | kraj pochodzenia  |
| --- | --------- | ------------------ | ----------------- |
| 1   | 1992–1999 | Antonio Franco     | Włochy            |
| 2   | 1999–2004 | Nikola Eterović    | Chorwacja         |
| 3   | 2004–2011 | Ivan Jurkovič      | Słowenia          |
| 4   | 2011–2015 | Thomas Gullickson  | Stany Zjednoczone |
| 5   | 2015–2020 | Claudio Gugerotti  | Włochy            |
| 6   | od 2021   | Visvaldas Kulbokas | Litwa             |